# Одесский припортовый завод
Акционерное общество «Одесский припортовый завод» (АО «ОПЗ») — государственное предприятие химической отрасли Украины.
Специализируется на производстве аммиака, карбамида, жидкого азота, диоксида углерода и жидкого кислорода.
АО «ОПЗ» также занимается перегрузкой химической продукции.
Предприятие расположено на берегу Малого Аджалыкского лимана, в 35 км от г. Одессы. Общая площадь территории составляет около 250 га.
Входит в перечень предприятий, имеющих стратегическое значение для экономики и безопасности Украины.

## История

### 1974—1991
В 1974 году, в атмосфере «разрядки», при финансировании Арманда Хаммера, личного друга Л. И. Брежнева, началось строительство Одесского припортового завода.
28 декабря 1978 года считается датой начала производственной деятельности АО «ОПЗ», когда была получена первая продукция — аммиак.
В 1978—1988 гг. были введены в эксплуатацию производственные и перегрузочные комплексы.
25 января 1979 года было завершено строительство первой очереди завода (с установкой по производству аммиака мощностью 450 тыс. тонн в год и механизированным комплексом для отгрузки химической продукции).
6 февраля 1987 года завод произвёл миллионную тонну карбамида с начала производства.

### После 1991
В 1998 году АО «ОПЗ» стал членом Международной ассоциации производителей удобрений (IFA).
В 2000—2009 гг. производственные мощности завода были расширены и модернизированы с увеличением годовой производительности аммиака и карбамида на 180 тыс. тонн и 240 тыс. тонн соответственно.
В июле 2009 года Фонд государственного имущества Украины при поддержке со стороны премьер-министра Украины Ю. Тимошенко принял решение о приватизации завода путём продажи 99,567 % акций завода, однако приватизация завода осуществлена не была, поскольку в сентябре 2009 года Конституционный суд принял решение о запрете приватизации завода.
В 2010 году была завершена реконструкция системы промышленного водоснабжения в цехе водообработки «ОПЗ». Применение системы водоснабжения на основе мембранных технологий (установка обратного осмоса) позволила предприятию полностью перейти на альтернативные источники производственного водоснабжения — очищенную морскую и сточную воду.
В начале апреля 2014 года в связи с повышением стоимости природного газа завод сократил объёмы производства и остановил работу одного из двух агрегатов по производству карбамида.
3 декабря 2014 года Фонд государственного имущества Украины начал процесс приватизации завода, выставив на торги первые 5 % акций завода, однако 10 декабря 2014 дальнейшие продажи были приостановлены.
6 апреля 2015 г. Кабинет министров Украины принял решение о приватизации в 2015 году 342 предприятий (среди которых — Одесский припортовый завод).
В 2017—2018 гг. АО «ОПЗ» работало нестабильно, с остановками производственных мощностей.
В начале августа 2019 года, после 15 месяцев простоя, АО «ОПЗ» возобновило работу.

## Деятельность
Акционерное общество «Одесский припортовый завод» (АО «ОПЗ») предназначено для производства химической продукции (аммиак, карбамид, метанол) и отгрузки ее морским транспортом на экспорт.
Завод принимает, хранит и отгружает на внешний рынок продукцию других украинских предприятий; химическая продукция от других предприятий на перегрузочные комплексы завода поступает по железной дороге и аммиакопроводу.
В состав АО «ОПЗ» входят:
- два агрегата по производству аммиака общей начальной проектной мощностью 900 тыс. тонн в год, с дальнейшей модернизацией по увеличению годовой продуктивности на 180 тыс. тонн;
- два агрегата по производству карбамида общей начальной проектной мощностью 660 тыс. тонн в год, с дальнейшей модернизацией по увеличению годовой продуктивности на 240 тыс. тонн;
- комплекс по перегрузке аммиака проектной мощностью 4,0 млн тонн в год, с хранилищами на 120 тыс. тонн;
- комплекс по перегрузке карбамида проектной мощностью до 3,5 млн тонн в год, с хранилищами на 80 тыс. тонн;
- комплекс по перегрузке метанола проектной мощностью 1 млн тонн в год, с хранилищами на 48 тыс. тонн;
- комплекс по перегрузке жидких азотных удобрений мощностью 500 тыс. тонн в год, с хранилищами на 36 тыс. тонн.

### Социальная политика
На АО «ОПЗ» пристальное внимание уделяется решению социальных задач. Социальная политика направлена на создание максимально благоприятных условий для эффективной трудовой деятельности и отдыха работников предприятия. Для обеспечения нормальных трудовых отношений администрация, профком и трудовой коллектив руководствуются Коллективным договором АО «ОПЗ».

### Экологическая и промышленная безопасность
Наряду с решением многочисленных производственных задач, одним из приоритетов для завода является стратегия сохранения и защиты окружающей экологической среды.
Природоохранная деятельность предприятия направлена на внедрение безотходных и малоотходных технологий, совершенствование химического оборудования и модернизацию действующего производства с целью экономии ресурсов и уменьшения количества загрязняющих веществ, попадающих в окружающую среду.
Внедрена автоматизированная система контроля загрязнения атмосферы, при помощи которой производится автоматическое измерение концентрации вредных примесей и передача информации на центральную станцию компьютерной обработки.
Во всех цехах АО «ОПЗ» функционирует автоматическая система управления технологическими процессами, контроля состояния оборудования и аппаратов, что позволяет снизить до минимума вероятность экологического риска и возникновения аварийных ситуаций.

## Награды
1993 г. — «Золотая Звезда Европы» — награда международной ассоциации предпринимателей за Качество и Предпринимательское доверие.
2005 г. — Одесский припортовый завод награжден призом «World Quality Commitment International Star Awards Paris» за Предпринимательский Престиж и Качество продукции.
2011 г. — Одесский припортовый завод признан лучшим предприятием в номинации «химическая промышленность» в рейтинге «Лучшие предприятия Украины».
2012 г. — Международный сертификат качества «SIQS» выданный Швейцарским Институтом Стандартов Качества (г. Цюрих).
2013 г. — международная награда «European award for best practices» — за высокие результаты в работе.
2014—2017 гг. — ежегодные дипломы Лидера природоохранной деятельности «Довкілля України».

## Руководители
1974—1986 — Анатолий Васильевич Скориченко Архивная копия от 15 июня 2020 на Wayback Machine (директор)
1986—2016 — Валерий Степанович Горбатко (директор)
2017—2020 — Сергей Николаевич Назаренко (в.и. о. Председателя Правления — директора)
2020 — Николай Иванович Синица (и. о. Председателя Правления — директора)
2020 г. — н. в. — Николай Николаевич Парсентьев (и.о. Председателя Правления — директора)